# Аль-Джаїш (Багдад)
«Аль-Джаїш» (араб. نادي الجيش الرياضي) — іракський футбольний клуб з міста Багдад, заснований 1974 року. Він є чемпіоном країни, а також дворазовим володарем національного кубка. 

## Досягнення
- Чемпіон Іраку (1): 1983–84
- Володар Кубка Іраку (2): 1979–80, 1982–83

## Відомі гравці
- Рахім Хамід
- Карім Саддам
- Харіс Мохаммед
- Фатах Нсаїф
- Натік Хашим